# Zizeeria kuli
Zizeeria kuli är en fjärilsart som beskrevs av Lambertus Johannes Toxopeus 1929. Zizeeria kuli ingår i släktet Zizeeria och familjen juvelvingar. Inga underarter finns listade i Catalogue of Life.